# Kazik i przyjaciele
Zespół Portowa orkiestra Kazik i przyjaciele powstał w 1993 r. W tym samym roku zdobył I nagrodę na festiwalu „Mikołajki Szanty 1993”, następnie II nagrodę na festiwalu „Giżycko Szanty 1994”. Rok później uczestniczyli w „Międzynarodowym Festiwalu Shanties w Warszawie”. Od tego czasu koncertuje na wszelkiego rodzaju imprezach integracyjnych w wysokiej klasy hotelach, estradach plenerowych, teatrach, oraz promach pasażerskich na Bałtyku.
Do roku 1998 kapela istniała pod nazwą „Kazik i Żeglarze”. Zmiana jest spowodowana występami na „Pikniku Country w Mrągowie” (Kazik i Przyjaciele) w 1998-1999 r. Żeglarska nazwa w tym wypadku nie mogła mieć miejsca.
Zespół często tworzył żywe tło w piątkowym, porannym programie TVP1 „Kawa czy herbata”. W latach 1995–1996 uzupełniał muzycznie program zatytułowany „Nauka Żeglowania”. Dziś oprócz muzykowania, członkowie kapeli sami organizują festiwale oraz imprezy plenerowe.
Na początku 2004 roku zostały zorganizowane pierwsze mikołajskie warsztaty muzyczne.
Do dzisiejszego dnia zespół współpracował z następującymi muzykami:
- Włodzimierz Klimowicz – gitara basowa
- Aleksander Semikow – gitara basowa
- Piotr Engwert – gitara basowa
- Maciek Magnuski – gitara basowa
- Mikołaj Iwasienko – gitara basowa
- Krzysztof Czaplejewicz – gitara elektryczna oraz akustyczna
- Włodzimierz Pietkiewicz – akordeon
- Włodzimierz Rybaczek – skrzypce oraz śpiew
- Ania Listosz – śpiew
- Paula Prusińska – śpiew
- Petar Veljković - gitara basowa, gitara akustyczna oraz śpiew

Dziś grają:
- Kazik Bębenek – śpiew, prowadzenie imprezy oraz zespołu
- Darek Światłowski – akordeon
- Dymitryj Katyszow – gitara akustyczna
- Krzysiek Magnuski – gitara basowa, śpiew
- Marcin Chabowski – perkusja